# Tim Dierßen
Tim Dierßen (Stadthagen, 15 januari 1996) is een Duits voetballer die bij voorkeur als aanvaller speelt. Hij stroomde in 2014 door vanuit de jeugd van Hannover 96.

## Clubcarrière
Dierßen doorliep de jeugdopleiding van Hannover 96, dat hem in 2007 overnam van SV Victoria Lauenau. Hij debuteerde op 25 april 2014 in het eerste team van Hannover in de Bundesliga, tegen VfB Stuttgart. Hij viel in deze wedstrijd in de slotminuten in voor Szabolcs Huszti. Eén week later mocht hij opnieuw invallen, tegen FC Nürnberg.

## Interlandcarrière
Dierßen kwam uit voor diverse Duitse nationale jeugdselecties. Hij speelde onder meer zeven interlands voor Duitsland –17.